# Jaap Mansfeld
Jaap Mansfeld (* 12. August 1936) ist ein niederländischer Philosoph und Philosophiehistoriker.

## Leben
Jaap Mansfeld begann sein Studium 1954 an der Universität Utrecht, wo er 1964 mit einer Arbeit zu Parmenides bei Willem Jacob Verdenius promoviert wurde. Von 1973 bis zu seiner Emeritierung 2001 war er Hochschullehrer für Antike Philosophie an der Fakultät für Geisteswissenschaften der Universität Utrecht. Seit 1989 ist er ordentliches Mitglied der Academia Europaea. 1991 wurde er zum Mitglied der Königlich Niederländischen Akademie der Wissenschaften (KNAW) gewählt.
Sein Schwerpunkt liegt auf der Doxographie, sein bekanntestes Werk ist eine Neuausgabe der Fragmente der Vorsokratiker auf Basis der Diels-Kranz-Ausgabe. Mit David Theunis Runia hat er die Fragmente und Testimonia des Doxographen Aëtios herausgegeben.

## Veröffentlichungen (Auswahl)
- Die Offenbarung des Parmenides und die menschliche Welt, Utrecht 1964 (= Dissertation Utrecht 1964).
- The pseudo-Hippocratic tract Peri hebdomadōn. Ch. 1–11 and Greek philosophy, Van Gorcum 1971
- Die Vorsokratiker I: Milesier, Pythagoreer, Xenophanes, Heraklit, Parmenides, Stuttgart 1983, ISBN 3-15-007965-9.
- Die Vorsokratiker II: Zenon, Empedokles, Anaxagoras, Leukipp, Demokrit, Stuttgart 1986, ISBN 3-15-010344-4.
- Die Vorsokratiker. Griechisch/Deutsch. Ausgewählt, übersetzt und erläutert von Jaap Mansfeld und Oliver Primavesi. Erweiterte Neuausgabe. Reclam, Stuttgart 2011, ISBN 978-3-15-010730-0
- Studies in Later Greek Philosophy and Gnosticism, London 1989.
- Studies in the Historiography of Greek Philosophy. Assen 1990.
- Prolegomena mathematica: From Apollonius of Perga to the Late Neoplatonism. With an Appendix on Pappus and the History of Platonism, Philosophia Antiqua 80, Leiden: Brill  1998
- mit David Theunis Runia: Aëtiana: The Method and Intellectual Context of a Doxographer. Band 1: The Sources. Brill, Leiden/Boston 1997, ISBN 90-04-10580-8.
- mit David Theunis Runia: Aëtiana: The Method and Intellectual Context of a Doxographer. Band 2: The Compendium. 2 Teilbände, Brill, Leiden/Boston 2009, ISBN 978-90-04-17206-7.
- mit David Theunis Runia: Aëtiana: The Method and Intellectual Context of a Doxographer. Band 3: Studies in the Doxographical Traditions of Ancient Philosophy. Brill, Leiden/Boston 2010, ISBN 978-90-04-18041-3.
- mit David Theunis Runia (Hrsg.): Aëtiana: The Method and Intellectual Context of a Doxographer. Band 4: Towards an Edition of the Aëtian Placita: Papers of the Melbourne Conference, 1–3 December 2015. Brill, Leiden/Boston 2018, ISBN 978-90-04-36145-4.
- mit David Theunis Runia: Aëtiana: The Method and Intellectual Context of a Doxographer. Band 5: An Edition of the reconstructed text of the Placita with a commentary and a collection of related texts. 4 Teilbände, Brill, Leiden/Boston 2020, ISBN 978-90-04-42838-6.